# Chess Ultra
Chess Ultra — шахматная компьютерная игра, разработанная и выпущенная студией Ripstone в 2017 году на платформах Microsoft Windows, Xbox One, PlayStation 4 и Nintendo Switch; также поддерживаются устройства виртуальной реальности Oculus Rift, HTC Vive и PlayStation VR. Игра поддерживает как однопользовательский режим, сводящийся к игре против компьютера и решению шахматных задач, так и многопользовательский режим с индивидуальными матчами и онлайн-турнирами.
Игра получила положительные отзывы критиков. Высокой оценки удостоилась графическая составляющая, однако критики отмечали, что шахматные фигуры в некоторых наборах слаборазличимы, а система онлайн-матчмейкинга неудобна.

## Игровой процесс

Игрок проходит упражнение на жертву слона. Сейчас выделен ферзь; игра подсвечивает поля, на которые можно переместить фигуру

В отличие от таких игр, как Chess 2: The Sequel и Really Bad Chess, Chess Ultra не меняет классические правила шахмат, вместо этого делая акцент на графической составляющей и разнообразных игровых режимах. В игре настраивается внешний вид локации, в которой проходит партия, и шахматных фигур.
В однопользовательском режиме доступна игра против искусственного интеллекта, делящегося на 10 уровней сложности, и 80 испытаний. Испытания делятся на 8 категорий: «исторические матчи» содержит позиции из известных партий, разыгранных в 1912—2008 годах, а остальные семь состоят из шахматных задач на мат в 1—7 ходов. Есть тренировочный режим с короткими упражнениями, посвящёнными конкретным фигурам, дебютам и прочим основам игры.
При игре по сети доступны единичные матчи с другими игроками и турниры — последние могут быть организованы как разработчиками, так и самими игроками. Доступно несколько режимов контроля времени: классический (45 минут на партию), часы Фишера (30 минут на партию с добавлением 30 секунд после каждого хода) и блиц (5 минут на партию). Для оценки уровня игры используется система Эло, причём на рейтинг влияют матчи не только против других игроков, но и против компьютера. Многопользовательский режим поддерживает кросс-платформенные матчи между Xbox и Windows. Доступен режим hotseat, однако игра не поддерживает ввод с нескольких геймпадов, то есть игрок должен передавать геймпад сопернику после каждого сделанного хода.
Chess Ultra поддерживает игру в виртуальной реальности (недоступно на Xbox). В версии для Windows доступен режим игры против зрителей на Twitch и экспорт записи партии в текстовом виде. Также поддерживается система достижений.

## Разработка и выпуск
Chess Ultra была разработана британской студией Ripstone Developments, ранее издавшей игру Pure Chess. Команда разработчиков состояла из пяти человек: трёх программистов и двух художников. Игра основана на движке Unreal Engine 4, разработка заняла 10 месяцев. Chess Ultra была выпущена 21 июня 2021 года для PlayStation 4, Xbox One и ПК, с поддержкой устройств виртуальной реальности Oculus Rift, HTC Vive и PlayStation VR. В августе того же года был анонсирован порт на Nintendo Switch. Порт вышел 2 ноября 2017 года.

## Награды и критика
| Сводный рейтинг | Сводный рейтинг               |
| Агрегатор       | Оценка                        |
| --------------- | ----------------------------- |
| Metacritic      | 83/100 (XONE) 79/100 (Switch) |

Chess Ultra получила положительные отзывы критиков: средний балл версии игры для Xbox One на агрегаторе Metacritic составляет 83 из 100 на основе 4 рецензий. Порт игры на Nintendo Switch получил 79 из 100 на основе 8 рецензий. Критики положительно отзывались о графической составляющей игры, однако отмечали, что шахматные фигуры некоторых наборов слаборазличимы, и критиковали систему онлайн-матчмейкинга.
Томас Уайтхэд из Nintendo Life оценил Chess Ultra в 8 из 10, описав её как добротно сделанную игру, которой до идеала не хватает исправления управления с геймпада и введения системы уведомлений для онлайн-игры. Кейси Гибсон из Nintendo World Report поставил игре оценку 8,5 из 10, написав: «в визуальном плане, Chess Ultra — однозначно самые красивые шахматы из всех, в которые я когда-либо играл»; однако отметил, что некоторые наборы фигур сложно различать. Пол Ацеведо в рецензии для Windows Central назвал графику игры «практически фотореалистичной», однако аналогично отметил, что некоторые наборы сложноразличимы, а матчмейкинг в игре неудобен.
В 2017 году Chess Ultra была номинирована на TIGA Award в категории «Strategy Game», однако победителем стала Castle Creeps TD.